# Sithathoriunet
Sithathoriunet (... – dopo il 1860/50 a.C.) è stata una principessa egizia della XII dinastia.

## Biografia
Il suo nome (traslitterato: S3t Ḥwt Ḥr Jwnt) significa Figlia di Hathor di Dendera. È conosciuta grazie alla scoperta della sua sepoltura a El-Lahun, nella quale fu rinvenuto una tesoro in gioielli e monili preziosi. Fu probabilmente una figlia del faraone Sesostri II, dal momento che la sua tomba si trova accanto alla piramide di questo sovrano. Se così fosse, Sithathoriunet sarebbe da annoverare fra le cinque figlie note di Sesostri II, nonché fra le sue tre mogli. Sarebbe quindi stata sorella del re Sesostri III, del principe Sesostri-seneb e delle principesse Itakayt e Nofret (o Neferet). 

## Sepoltura

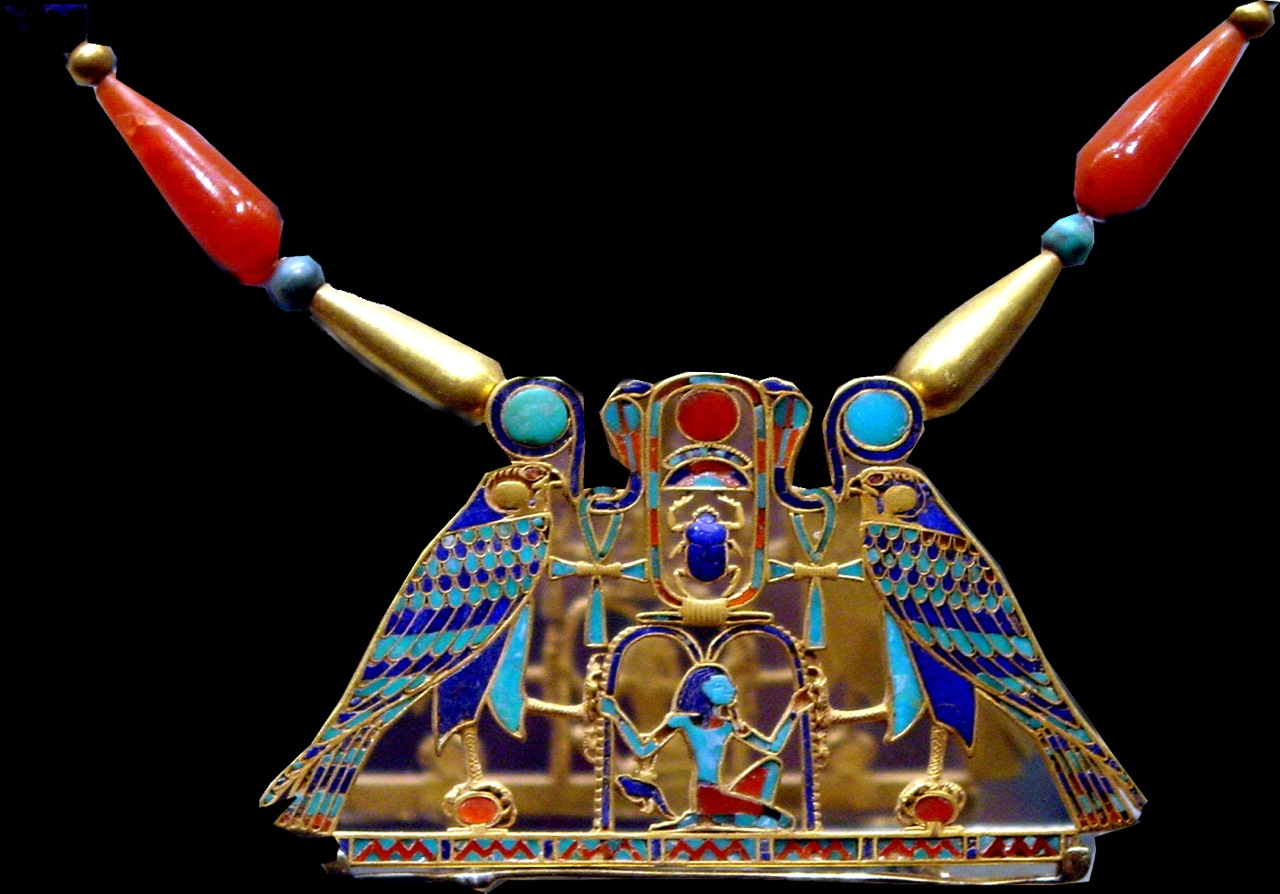
Pettorale con il nome di Sesostri II, trovato nella tomba Sitathoriunet. Il cartiglio reca il nome regale di Sesostri: Khakheperra. Corniola, feldspato, granato, turchese e lapislazzuli intarsiati in oro. Metropolitan Museum of Art, New York.

Sithathoriunet fu inumata nel complesso della piramide di Sesostri II a El-Lahun. Morì dopo l'ascesa al trono di Amenemhat III (1860 a.C. o 1846 a.C.), dato che nella sua tomba furono rinvenuti oggetti recanti il nome di questo sovrano. Il nome di Sithathoriunet, con i suoi titoli, si è invece preservato sui suoi vasi canopi e su un recipiente in alabastro, provenienti dalla tomba.

### I gioielli di Sithathoriunet
Gli scavi nel sito sepolcrale della principessa Sithathoriunet furono effettuati nel 1914 da Flinders Petrie e Guy Brunton. Fu saccheggiata in epoca antica, ma una nicchia con parte del corredo funerario sfuggì all'attenzione del razziatori: gli archeologi vi rinvennero cofanetti pieni di gioielli e oggetti cosmetici come rasoi, vasetti e uno specchio. Gli oggetti preziosi di Sithathoriunet sono ritenuti fra i migliori esempi di gioielleria mai rinvenuti nelle tombe egizie. Furono inoltre scoperti due pettorali , uno con il cartiglio di Sesostri II, l'altro con quello di Amenemhat III, oltre a una corona (o diadema) e vari bracciali, sempre con il nome di Amenemhat III. La maggior parte di questi oggetti sono in oro, con pietre preziose incastonate (cloisonné). Tutti questi oggetti si trovano al Metropolitan Museum of Art di New York, mentre la corona è al Museo egizio del Cairo.

## Galleria d'immagini

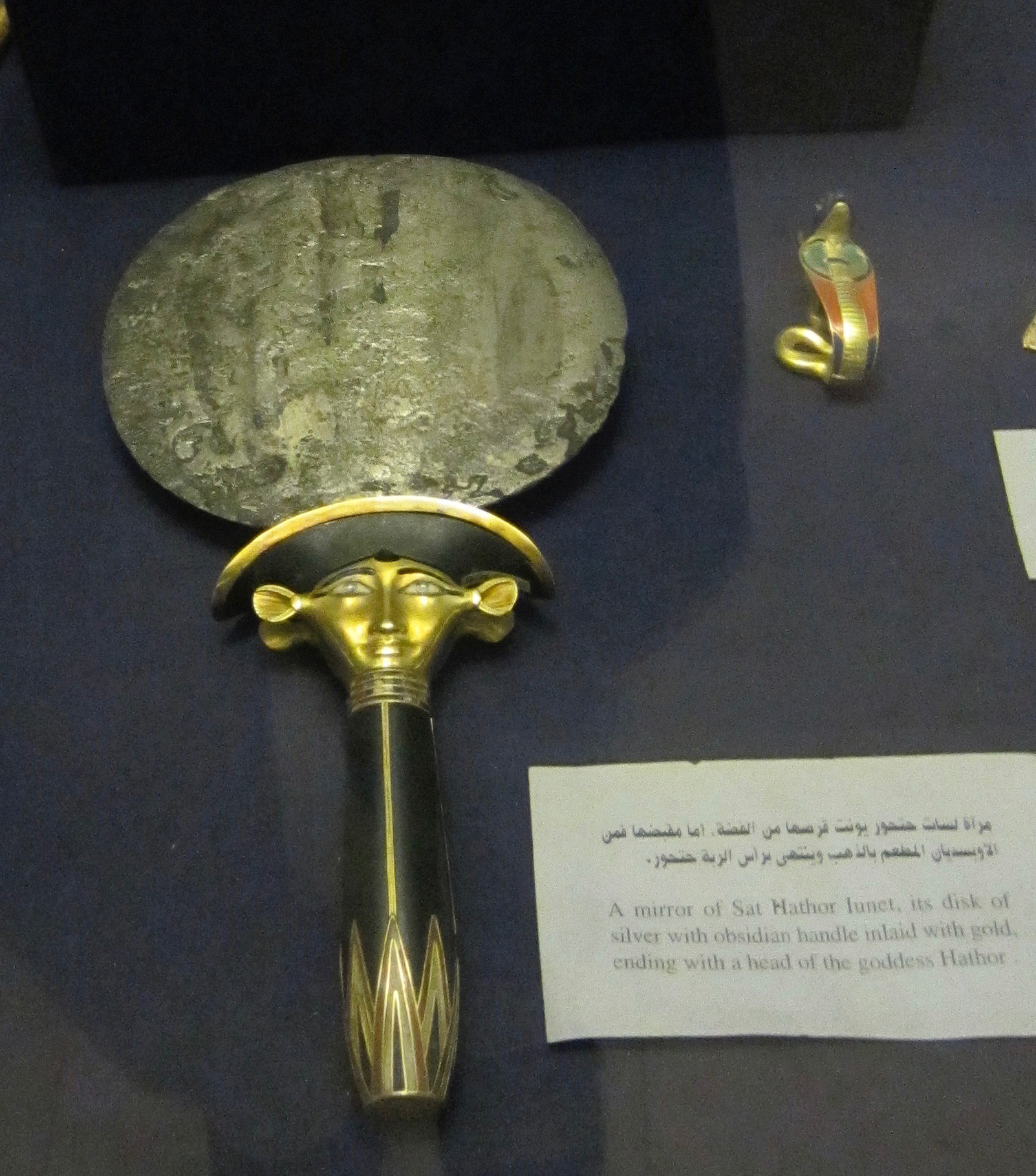
Ureo d'oro intarsiato (a destra) e specchio in argento e ossidiana, con manico d'oro a forma di pianta di papiro sormontata dalla testa della dea Hathor (a sinistra). Metropolitan Museum of Art, New York.